# Daltonov zakon
Daltonov zakon govori o pritiscima pojedinih vrsta gasova u smeši gasova, a glasi: pritisak smeše jednak je zbiru parcijalnih pritisaka gasova koji čine smešu. Parcijalni pritisak određenog gasa u smeši, je onaj pritisak koji bi taj gas imao kada bi sam zauzimao zapreminu, koju zauzima smeša. Daltonov zakon omogućava određivanje parcijalnih pritisaka gasova prisutnih u atmosferi, poznavanjem njihovih udela u atmosferskom vazduhu. Tako, ako je kiseonik prisutan u vazduhu sa udelom od 21%, tada će i njegov parcijalni pritisak biti 21% od ukupnog pritiska zraka. 
Matematički, Daltonov zakon se može pisati:
{\displaystyle P_{total}=\sum _{i=1}^{n}{p_{i}}}       ili      {\displaystyle P_{total}=p_{1}+p_{2}+\cdots +p_{n}}
Gde p1, p2,...., pn – prestavlja parcijalne pritiske pojedinih sastojaka smeše gasova. Pretpostavlja se da gasovi hemijski ne reaguju međusobno:
{\displaystyle \ p_{i}=P_{total}y_{i}}
gde je pi – parcijalni pritisak pojedinog gasa, yi – udeo pojedinog gasa u smeši. 
Daltonov zakon ne opisuje u potpunosti realne gasove. Razlike su pogotovo velike kod visokih pritisaka, kada su molekuli vrlo blizu jedni drugima, pa dolaze do izražaja međumolekularne sile, i menjaju vrednost pritiska. 